# Bosporen
Denna artikel behandlar Bosporen vid Istanbul. För Kimmeriska Bosporen invid Azovska sjön, se Kertjsundet.

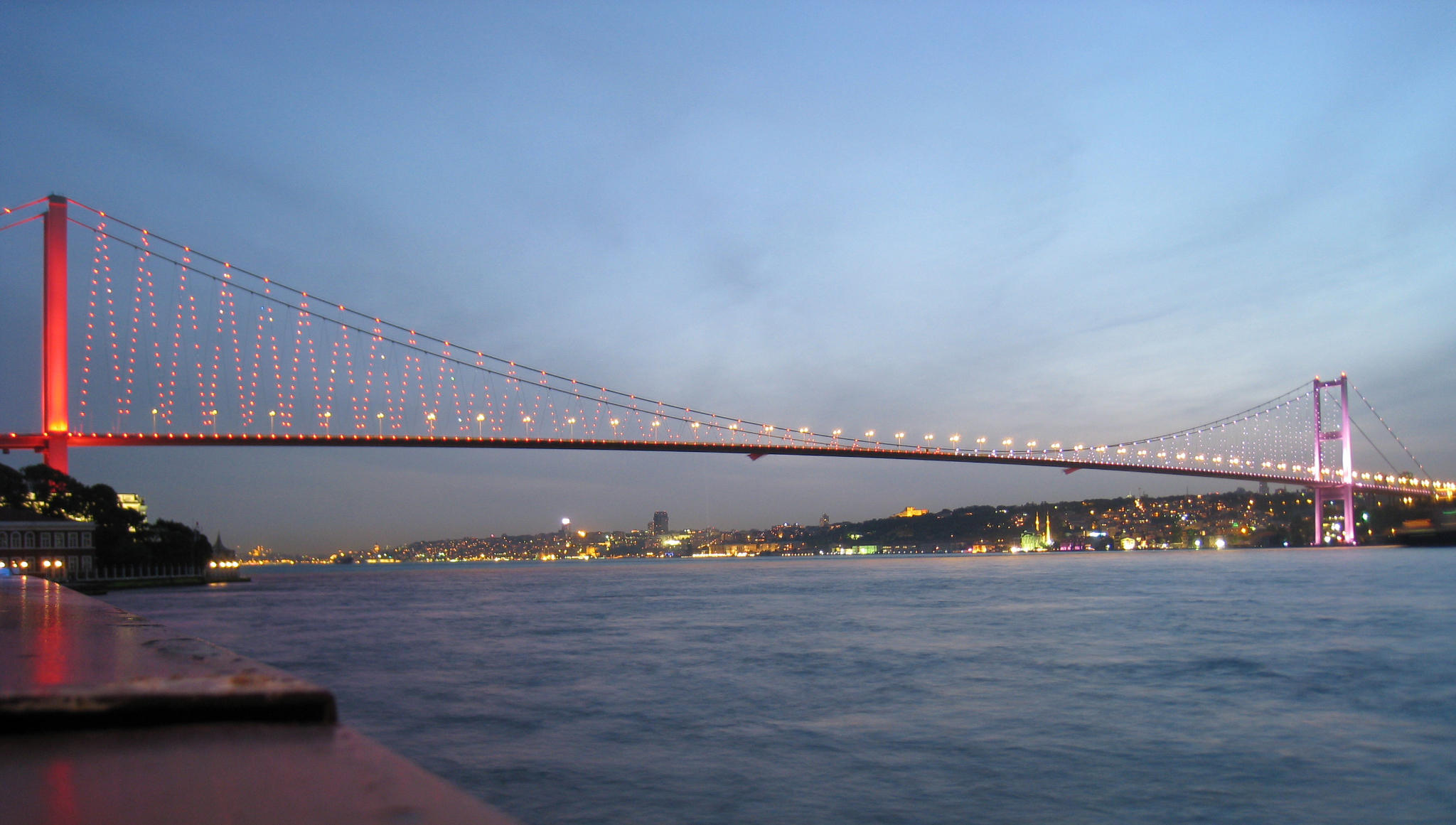
Första bosporenbron.

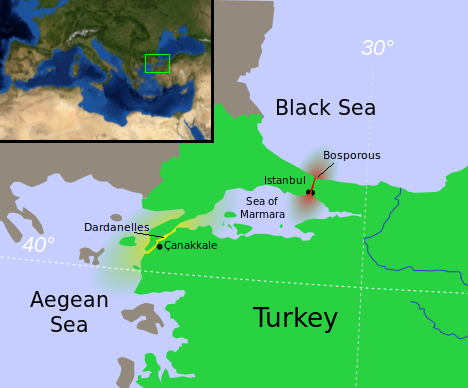
Bosporen markerad i rött, mellan Svarta havet och Marmarasjön.

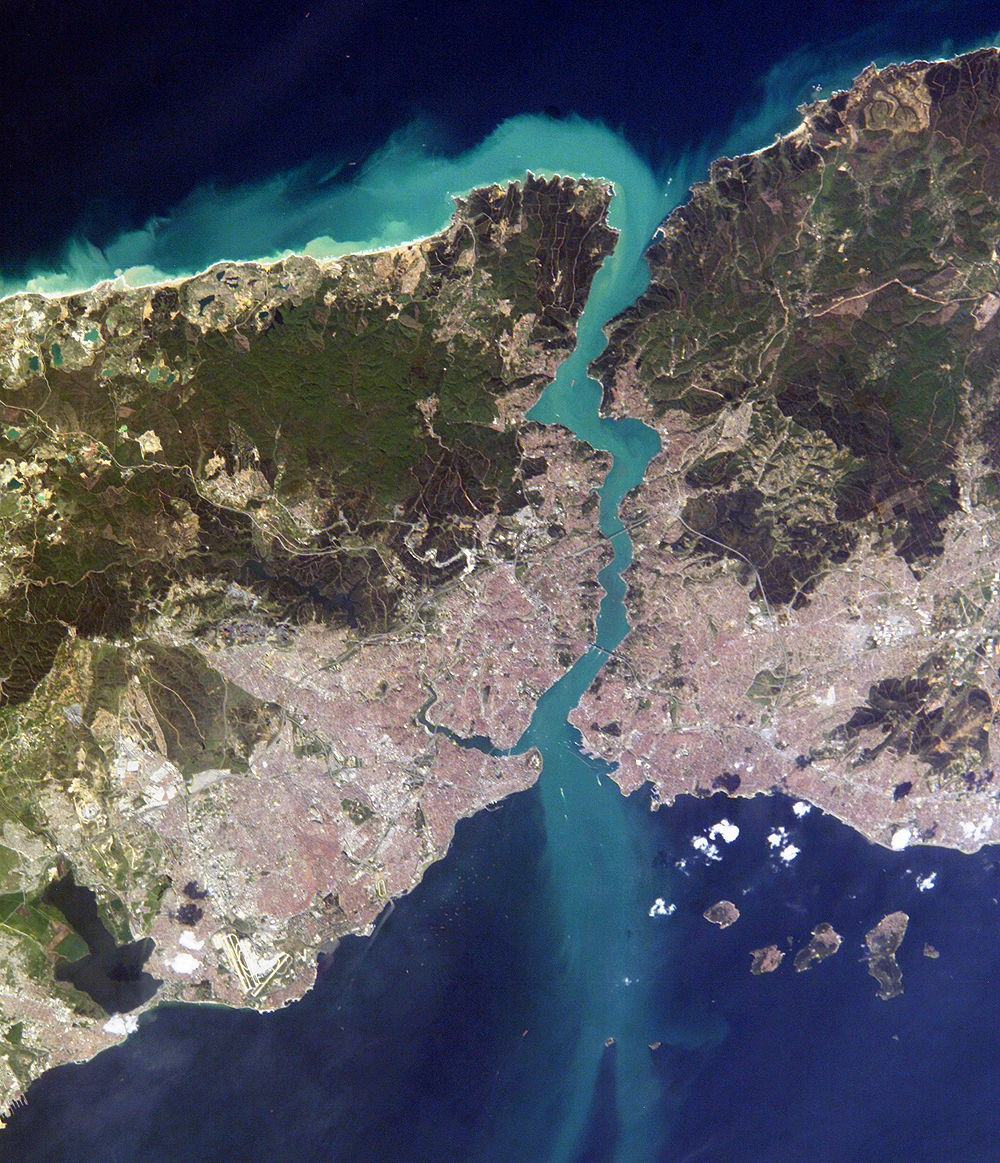
Bosporen.

Bosporen (från grekiskans Βόσπορος, Bósporos, "boskapsvadstället", turkiska İstanbul Boğazı, "Istanbulsundet" eller Boğaziçi) är ett sund i Turkiet som, tillsammans med Marmarasjön och Dardanellerna, skiljer europeiska Balkan och asiatiska Anatolien från varandra och utgör Svarta havets förbindelse med Medelhavet. Det är 31,7 km långt, 0,66–3,5 km brett och största djupet är 121 m. Strömmen i sundet går främst från Svarta havet till Marmarasjön som ytströmmar med underströmmar i motsatt riktning på grund av den lägre salthalten i Svarta havet. Vattnet i Bosporen flödar med en hastighet mellan 4 och 10 km/h.
Genom Bosporen går mycket båttrafik. Internationella avtal garanterar fri sjöfart genom den.
Vid ingången ur Marmarasjön mot Svarta havet ligger Istanbul som av sundet delas i två delar, en europeisk och en asiatisk del. Över sundet går två broar mellan stadens två delar. 15 juli-martyrernas bro som är 1 074 meter lång och färdigställdes 1973 samt Fatih Sultan Mehmet-bron, belägen omkring fem kilometer norr om den förra, som är 1 090 meter lång och färdigställdes 1988. En tredje bro över Bosporen är Yavuz Sultan Selim-bron – 1,4 kilometer lång och färdigställd 2016 – ligger norr om Istanbul omedelbart söder om sundets mynning mot Svarta havet.
Bosporos är en hos grekerna ganska ofta använd benämning på smala sund. De mest kända är Traciska Bosporen eller sundet vid Istanbul och Kimmeriska Bosporen som i forntiden var namn på nuvarande Kertjsundet mellan Krim och fastlandet som sammanbinder Asovska sjön och Svarta havet.